# Richmond Heights (Ohio)
Richmond Heights ist eine City im Cuyahoga County des US-Bundesstaates Ohio. Richmond Heights ist eine Vorstadt von Cleveland und ist Teil des Großraums Cleveland. Das U.S. Census Bureau ermittelte bei der Volkszählung 2020 eine Einwohnerzahl von 10.801.

## Geschichte
Richmond Heights wurde 1917 als Village of Claribel gegründet, wurde aber 1918 in Richmond Heights umbenannt. Seit 1960 besitzt Richmond Heights das Stadtrecht.

## Demografie
Nach einer Schätzung von 2019 leben in Richmond Heights 10.342 Menschen. Die Bevölkerung teilt sich im selben Jahr auf in 40,2 % Weiße, 52,6 % Afroamerikaner, 0,1 % amerikanische Ureinwohner, 2,7 % Asiaten und 3,4 % mit zwei oder mehr Ethnizitäten. Hispanics oder Latinos aller Ethnien machten 2,5 % der Bevölkerung aus. Das mittlere Haushaltseinkommen lag bei 51.505 US-Dollar und die Armutsquote bei 13,5 %.
| Jahr | Einwohner¹ |
| ---- | ---------- |
| 1950 | 891        |
| 1960 | 5.068      |
| 1970 | 9.220      |
| 1980 | 10.095     |
| 1990 | 9.611      |
| 2000 | 10.944     |
| 2010 | 10.546     |
| 2020 | 10.801     |

¹ 1950 – 2020: Volkszählungsergebnisse